# 熊本県道155号氷川八代線
熊本県道155号氷川八代線（くまもとけんどう155ごう ひかわやつしろせん）は、熊本県八代郡氷川町から八代市に至る一般県道である。

## 概要
2016年（平成28年）7月1日、熊本県告示第659号により廃止となった熊本県道155号小川八代線の一部区間をもって発足。

### 路線データ
- 起点：熊本県八代郡氷川町高塚（大野交差点、国道3号交点、熊本県道256号鹿野赤迫線終点）
- 終点：熊本県八代市西宮町（西宮町交差点、国道3号交点、熊本県道158号中津道八代線終点）
- 総延長：21.3 km[1]

## 歴史
- 2016年（平成28年）7月1日 - 熊本県告示第658号により認定[1]。

## 路線状況

### 重複区間
- 国道443号（八代市東陽町北 - 八代市東陽町南・東陽町南交差点）
- 熊本県道25号宮原五木線（八代市東陽町南）
- 熊本県道158号中津道八代線（八代市宮地町 - 八代市西宮町・西宮町交差点（終点））

## 地理

### 通過する自治体
- 八代郡氷川町
- 八代市

### 交差する道路
| 交差する道路                                               | 市町村名 | 市町村名 | 交差する場所 | 交差する場所        |
| ---------------------------------------------------------- | -------- | -------- | ------------ | ------------------- |
| 国道3号 熊本県道256号鹿野赤迫線                            | 八代郡   | 氷川町   | 高塚         | 大野交差点 / 起点   |
| 国道443号 重複区間起点                                     | 八代市   | 八代市   | 東陽町北     |                     |
| 国道443号 重複区間終点 熊本県道25号宮原五木線 重複区間起点 | 八代市   | 八代市   | 東陽町南     | 東陽町南交差点      |
| 熊本県道25号宮原五木線 重複区間終点                        | 八代市   | 八代市   | 東陽町南     |                     |
| 熊本県道158号中津道八代線 重複区間起点                     | 八代市   | 八代市   | 宮地町       |                     |
| 国道3号 熊本県道158号中津道八代線 重複区間終点             | 八代市   | 八代市   | 西宮町       | 西宮町交差点 / 終点 |

### 交差する鉄道
- 九州新幹線

### 沿線
- 道の駅竜北（起点付近）